# Guo Yunfei
Guo Yunfei és una esportista xinesa que competeix en taekwondo, guanyadora d'una medalla de plata al Campionat Mundial de Taekwondo de 2011 en la categoria de –67 kg.

## Palmarès internacional
| Campionat Mundial | Campionat Mundial         | Campionat Mundial | Campionat Mundial |
| Any               | Lloc                      | Medalla           | Categoria         |
| ----------------- | ------------------------- | ----------------- | ----------------- |
| 2011              | Gyeongju ( Corea del Sud) | 2                 | –67 kg            |